# Etil-t-butil etere
L'etil-t-butil-etere (leggi etil-terziar-butil etere), o ETBE, è un etere.
È un composto organico derivante dagli alcoli etilico e isobutilico, con caratteristiche molto simili all'MTBE. Può essere utilizzato per aumentare il numero di ottano in alcune benzine.
L'ETBE può essere addizionato alla benzina in proporzione attorno al 10%. In tal modo la benzina risulta arricchita dell'1,4% di ossigeno, questo comporta in sede di combustione una riduzione di monossido di carbonio e idrocarburi incombusti stimabile attorno al 10-15%.